# 加藤江莉
加藤 江莉（かとう えり、1992年8月29日 - ）は、日本の女優、元グラビアアイドル、元プロレスラー。静岡県出身。旧名は若松江莉（わかまつ えり）。プロレスラーとしてはえーりんのリングネームで東京女子プロレスに所属していた。元サンスポアイドルリポーター（以下SIR）5期生。ニコニコ動画「踊ってみた」内でグループCROWN★CLOWNのメンバー「えりぴょん」としても活動。

## 経歴
ラーメン屋でアルバイトをしながらグラビア活動を開始。
2013年8月16日、1stムービー「ダイヤモンド 若松江莉」がダウンロード専用で発売。
2013年12月、東京女子プロレスに入団を発表。
2014年より事務所を辞めてフリーになった事に伴い芸名を加藤江莉に改名。
2015年11月-2016年1月、SIR5期生オーディションに候補生として参加。
2016年1月25日、特別賞でSIR5期生に選出され、正式加入。
2016年5月28日、東京女子プロレスを退団。
2016年6月11日、SIRを脱退（契約解除）。
2020年1月1日、一般男性と結婚したこと、夫の辞令で同年5月にインドネシアに移住することをそれぞれTwitterで報告したが、新型コロナウィルスの影響により移住予定時期を同年12月に変更するとしている。

## 出演

### 映画
- 太陽からプランチャ（2014年6月28日公開）
- 劇場版 東京女子プロレス 爆音セレナーデ（2015年12月19日、監督：嵐山みちる）[5]

## 写真集
- 「制服でチュ―いけないふたり」 (三和出版、2012年、ISBN 978-4776908999)

## プロレスラー

### 戦績
2012年
- アイスリボンの新人デビュープロジェクトに参加し、10月28日の横浜大会で藤本つかさとエキシビション[6]。

- 12月31日の後楽園ホール大会にて「新人6人タッグイリミネーション」でデビュー[7]。

2013年
- 1月16日、初の道場マッチかつシングルマッチでくるみと対戦するが、キャトルミューティレーションでギブアップ負け[8]。

- 3月29日、プロレス卒業を発表[9]。

- 12月1日、北沢タウンホールで行われた東京女子プロレス旗揚げ戦に来場し、練習生として入団することを発表[10]。このときは「若松江利」として紹介されたが、事情によりリングネームとしては使用できないため改名して再デビューする予定であることも伝えられた[10]。

2014年
- 3月15日、BASEMENT MON☆STARにて「江莉（仮）」としてKANNAとエキシビションを行いノーポイントのまま時間切れ、延長戦をアピールするも逆エビ固めで敗れる[11]。

- 3月19日、新リングネームが「えーりん」に決まり、4月5日ラゾーナ川崎プラザソルで同じKANNA相手に再デビュー。このリングネームは、名前の「江莉」と、ニコニコ動画の楽曲「助けてえーりん」に由来[12]。試合はエキシビションと同じく逆エビ固めで敗れる[13]

- 6月25日、ニコニコ生放送「放課後...東京女子プロレス！！」にて、高木三四郎から「発信力が足りない」という理由で7月末までにTwitterのフォロワーを639人（当時）から2000人まで増やすよう社長命令が下るも、結果到達出来ず。以降、罰ゲームとして同番組内にてフォロワー増加企画のロケを行っている。

2015年
- 2月28日、新宿FACE大会にてミウラアカネとシングルマッチに勝利。デビュー以来初の直接勝利を収める。

2016年
- 5月27日、東京女子プロレス退団が発表される[14]。以降、個人プロフィールでは「元プロレスラー」と表記されている。

### 得意技
- 焼餃子固め
  - クロスアーム式バックブリーカー
- 水餃子固め
  - クロスアーム式フライングメイヤーからのニーオンザベリー。主なフィニッシャー。
- 餃子ボンバー
  - 両手を揃えての裏拳
- ネックブリーカー
- キャメルクラッチ

### 入場曲
- Help me, ERINNNNNN!!（ビートまりお）
  - 新リングネーム「えーりん」の由来のひとつとなった曲でもある。